# 할리크
《할리크》(필리핀어: Halik)는 2018년 방영된 필리핀의 드라마이다. 제리코 로살레스, 샘 밀비, 옌 산토스, 얌 콘셉시온이 주연을 맡은 2018년 필리핀 드라마 TV 시리즈이다. 이 시리즈는 2018년 8월 13일부터 2019년 4월 26일까지 ABS-CBN의 프라임타임 비다(Primetime Bida) 저녁 블록과 필리핀 채널을 통해 전 세계적으로 방영되었으며 신스 아이 파운드 유를 대체하고 메아 쿨파로 대체되었다.

## 같이 보기
- ABS-CBN의 텔레비전 드라마 목록